# Potop (film 1915)
Potop (ros. Потоп) – rosyjski film kostiumowy z 1915 w reżyserii Piotra Czardynina na podstawie powieści Henryka Sienkiewicza pod tym samym tytułem. Podstawę dla rosyjskiego Potopu stanowił nieukończony film Edwarda Puchalskiego pt. Obrona Częstochowy. Dzieło Czardynina było podzielone na dwie części (pierwsza – 1460 metrów taśmy, druga – 1500 metrów). Film się nie zachował.

## Obsada
- Iwan Mozżuchin – Andrzej Kmicic
- Aleksandr Wyrubow – Janusz Radziwiłł
- Piotr Starkowski – Michał Wołodyjowski
- Aleksandr Chieruwimow – Onufry Zagłoba
- Arsenij Bibikow – Augustyn Kordecki
- Paweł Knorr – Miller
- Piotr Łopuchin – Józwa Butrym
- Andriej Gromow – Kuklinowski
- Nadieżda Nelskaja – Aleksandra Billewiczówna